# Abdul Alhazred
Abdul Alhazred es un personaje ficticio del universo creado por el escritor Howard Phillips Lovecraft. Según sus relatos, continuados por otros autores, fue un poeta y demonólogo árabe autor del libro Al Azif (llamado en griego Necronomicón, 'Acerca de la ley de los muertos'). Generalmente es llamado «El Árabe Loco» (Mad Arab, con mayúsculas) y a veces ese epíteto sustituye su nombre. Su primera mención data de 1921. cuando se publicó el cuento La ciudad sin nombre, donde es citado como autor de unos versos que "soñó" en ese lugar. No obstante, Abdul Alhazred era un seudónimo empleado por Lovecraft desde su infancia.

## Biografía
En 1938 se publicó la Historia del Necronomicón, un texto escrito por Lovecraft en 1927, donde se resume la biografía de Abdul Alhazred:

... un poeta loco de Saná, en Yemen, de quien se dice que floreció durante la época de los califas Omeyas, circa 700 DC.
Lovecraft, Howard Phillips. "History of the Necronomicon"

El texto agrega que este poeta visitó las ruinas de Babilonia y el subterráneo secreto de Menfis, luego pasó diez años en el desierto arábigo de Rub al-Jali, habitado por espectros y monstruos. Allí probablemente dio con la ciudad perdida de Irem de los Pilares, donde encontró textos de una raza desaparecida anterior a la Humanidad.
Alhazred no era musulmán, adoraba a unos dioses cósmicos llamados Yog-Sothoth y Cthulhu. Hacia el año 730, en Damasco, escribió un libro en árabe al cual puso por título al-Azif, nombre que evoca los susurros nocturnos de los Djinns, el cual fue más conocido por su traducción griega: el Necronomicón.
A semejanza de todos cuantos trataron con este libro maldito, Alhazred murió de manera misteriosa y cruel. Una de las tantas versiones de la misma, supuestamente relatada por el cronista Ibn Khallikan (siglo XII, según Lovecraft) en el año 738, en Damasco, Alhazred fue arrebatado por un monstruo invisible a plena luz del día y devorado frente a numerosos testigos atónitos.
August Derleth, amigo y albacea literario de Lovecraft, relata el final de la vida de Alhazred en su relato “El Guardián de la Llave” (The Keeper of the Key) publicado en 1951. En la historia, el profesor Laban Shrewsbury, seguidor de Hastur y enemigo de Cthulhu, viaja con su ayudante Nayland Colum desde Omán y llegan al desierto de Rub al Jali, donde hallan “La Ciudad sin Nombre”y la tumba de Abdul Alhazred. Allí descubren que el “árabe loco” fue raptado en Damasco en el año 73, Derleth cambia la fecha dada por Lovecraft, y llevado a “La Ciudad sin Nombre”, donde antaño conoció los antiguos saberes que luego reveló en el Necronomicón; en castigo, fue torturado, cegado, cortada su lengua y finalmente ejecutado. Shrewesbury abre el sarcófago de Alhazred, encontrando en él unos pocos restos del sabio y un ejemplar, incompleto, de Al Azif o Necronomicón escrito en árabe. Mediante la necromancia, el protagonista invoca al espíritu de Alhazred, quien le revela la localización de R’lyeh.
En 1971, Lin Carter, discípulo de August Derleth y autor en la editorial Arkham House publicó The Doom of Yakthoob,  relato en el que trata de reconciliar las fechas dadas por Lovecraft y Derleth estableciendo que quien murió en el 738 no fue Alhazred, sino su mentor Menfita. En 1980, el editor y psiquiatra español Rafael Llopis toma el relevo de Lin Carter, rellenando el vacío que existía entre la "supuesta muerte" de Alhazred y su "muerte real" en el 773. En El novísimo Algazife o libro de las postrimerías, Llopis establece que el nombre real del poeta loco sería "Abdul Yasar al Hazrid" (Abenesar) y que habría sido amigo del emir Musa ibn Nusair, al cual habría acompañado en su día a al-Ándalus, donde habría estado entre el 712 y el 714, regresando posteriormente al norte de África y a Oriente Próximo. En el 738, tras su fingida muerte, Abdul se habría refugiado en al-Ándalus, por donde habría viajado hasta finalmente instalarse en Elvira.
En los últimos momentos de su vida habría renunciado a su "herejía" y abrazado el islamismo ortodoxo, realizando la peregrinación a La Meca, y se habría retirado a esperar la muerte en compañía de los suyos. Llopis era conocedor de la versión de Derleth, según la cual habría sido descubierto por sus opositores y asesinado; sin embargo, opta por dejar ambiguas las circunstancias reales, tal como sucede en el caso de muchos personajes históricos.
En 2004, el escritor ocultista Donald Tyson publicó una supuesta traducción del Necronomicón, con el subtítulo: Las andanzas de Alhazred (The Wanderings of Alhazred). A esta obra, que el autor calificó como ficticia, le siguió en 2006 la novela Alhazred: Author of the Necronomicon.
Tyson relata los orígenes del sabio de manera autobiográfica. Abdul era un joven pobre y hábil para la poesía. Protegido por el rey de Yemen, es llevado al palacio donde vive en el lujo y aprende magia. Enamorado de la hija del monarca, es descubierto y apresado. Después de sufrir torturas y ser mutilado, es arrojado al Rub al Jali.
En el desierto, Abdul se suma a una tribu de jinns y entra al servicio de un ser poderoso y oscuro llamado Nyarlathotep. Decide escapar y es entonces que toma el nombre del Alhazred. Huyendo, comienza una búsqueda para sanar su cuerpo y su alma, y rencontrar a su verdadero amor, la hija del rey.

## Etimología y origen del nombre
El nombre no sigue estrictamente las reglas de la onomástica árabe, pero no carece de sentido. Abdul (árabe: عبد ال, ʿAbd al-) es un étimo que significa “el siervo de”, pero requiere de un complemento, que generalmente es Allah (Dios) para convertirse en nombre; en este caso Abdulah (en árabe عبد الله, ʿabd allāh) Alhazred es una forma inusual, pues la gramática árabe no recomienda la duplicación del mismo artículo; por eso ha sido retraducido al árabe como Abd-al-Hazred, Abdul Hazred o, como en la edición árabe de Lovecraft, Abdullah Alḥaẓred (عبدالله الحظرد)
Este complemento, Hazred, ha sido interpretado de varias maneras. Algunos autores lo han relacionado con ḥaẓara (árabe: حظر ) "él está cercado", "él ha prohibido” por lo cual el nombre del personaje sería “Servidor de lo prohibido”. Otros lo vinculan con la palabra de origen persa ḥadˤrah (حَضْرَة) que se pronuncia hazret y significa “presencia”, usada como título de honor delante de ciertos nombres. Y se han propuesto otras explicaciones basadas en la lengua árabe o la historia islámica.
El escritor sueco Rickard Berghorn, busca el origen en dos autores árabes, a saber: Alhazen ben Josef, a quien Lovecraft atribuye la traducción de Ptolomeo al árabe, y Abu’Ali al- Hasan ibn al- Haytham, matemático y físico quien se fingió loco para escapar de la ira del califa fatimí al-Hákim. Ambos sabios fueron conocidos en latín como Alhazen.
Lo cierto es que el nombre fue creado por el propio Lovecraft, según cuenta en su correspondencia, después de leer Las mil y una noches:

…a la edad de cinco. En aquellos días solía usar un turbante, pintar con corcho quemado una barba en mi cara y hacerme llamar por el sintético nombre (Allah solamente sabe de donde lo saqué) de Abdul Alhazred, el cual reviví posteriormente, en memoria de los viejos tiempos, ¡para dárselo al hipotético autor del hipotético Necronomicón!
Lovecraft, Carta a Robert E. Howard del 4 de octubre de 1930.

En otros textos, afirma que el nombre en realidad se debió al abogado de su familia materna, los Phillips, Albert Baker. En cuanto a la elección del mismo, mientras que Abdul semeja un nombre árabe, Alhazred puede provenir bien de la palabra azar, Hazard, que era también el apellido de uno de sus ancestros, o bien de un juego de palabras, a los que Lovecraft era aficionado, con la frase all has read (en inglés, “ha leído todo”) que alude a su condición de ávido lector.
En cuanto a la idea de hacer de un árabe el autor original del libro, Lovecraft cuenta en una carta:

El nombre Necronomicon [...] se me ocurrió en el curso de un sueño [...] Al asignar un autor árabe a un libro de nombre griego, estaba invirtiendo caprichosamente la condición por la cual el monumental trabajo astronómico del griego Ptolomeo (Megalê Syntaxis Tês `Astronomias) se conoce comúnmente por el nombre árabe Almagesto (o más verdaderamente, Tabrir al Magesthi), el cual se desarrolló a partir de la corrupción del título original cuando los árabes hicieron su traducción…
Lovecraft. Carta a Harry O. Fischer.

## En obras ajenas a los mitos de Cthulhu

### Stephen King
Stephen King lo menciona en la novela: "Los ojos del dragón"; el mago Flagg aparece leyendo un libro antiguo escrito en la planicie de Leng “por un demente llamado Alhazred”.

### Marvel
Abdul Alhazred a veces también Abd-el-Hazred es un villano ficticio de las historietas de Marvel Comics. Se lo menciona con los alias de El árabe loco, el dios de la Muerte o el Amo (Mad Arab, Death God y Master)
Apareció por primera vez en una adaptación de Tarzán como uno de sus enemigos. A pesar de estar basado en el personaje de Lovecraft, su historia es diferente.
Alhazred es el líder de una banda de esclavos rebeldes en el Sahara. Derrotado y herido, fue abandonado por los suyos en el desierto. Allì encontró una roca mágica a través de la cual ingresó a otra dimensión, ubicada en el mundo subterráneo. Alhazred muere, pero su alma sobrevive. Primero entra en un reptiliano y luego, escapa de allí para unirse a un humano y ser nuevamente el líder de un nuevo grupo de esclavos fugitivos. En este momento encuentra a Tarzán y después de varios combates, queda reducido a cenizas mientras intenta cargar de energía a un cristal místico.
Abdul Alhazred también aparece como enemigo de Wolverine, quien lo derrota pero afirma respetar su poder. En la lucha por el control de Madripoor, Wolverine provoca que Alhazred sea enviado al mundo extradimensional de los demonios.
Abdul Alhazred, nacido en el siglo VIII y autor del Necronomicón, libro que se inspira en el Darkhold, posee poderes mágicos: puede transportarse en una nube de humo e hipnotizar a otros, además es casi invulnerable y tiene la hablidad de invocar a los demonios. Suele usar el terror para controlar a sus servidores